# Skovlænge
Skovlænge er en lille landsby i Skovlænge Sogn (Lollands Sønder Herred), nogle kilometer nord for Søllested. Den befinder sig i Lolland Kommune og tilhører Region Sjælland. I landsbyen ligger Skovlænge Kirke.
Skovlænge nævnes i år 1388. I Middelalderen lå der en hovedgård. En væbner, Niels Brun, skrev sig til gården 1466-81. Landsbyen blev udskiftet i 1803. 
Ved en bro mellem Skovlænge og Gurreby fandt man for en del år siden en runesten, Skovlængestenen, som siden blev flyttet til Maribo. Dens inskription lyder: 
"Astrad rejste denne sten efter sin fader Jyde, en meget velbyrdig thegn".